# Bon Adrien Jeannot de Moncey
Bon Adrien Jeannot de Moncey, född 31 juli 1754 i Moncey nära Besançon i Doubs, död 20 april 1842 i Paris, var en fransk militär, utnämnd till hertig av Conegliano 1808 och marskalk av Frankrike 1804.
Moncey utmärkte sig som bataljonschef i östra Pyrenéerna 1793 och belönades med befordran till divisionsgeneral 1794. Vid armén i västra Pyrenéerna var han åter framgångsrik och vann 1794–1795 så stora fördelar över spanjorerna att spanska regeringen fann sig tvungen att begära fred. Moncey bistod Napoleon Bonaparte vid statskuppen 18 brumaire år VIII (9 november 1799), gick 1800 med 20 000 man över Sankt Gotthard-passet och deltog i slaget vid Marengo. Då han i början av 1801 till följd av falska underrättelser inte utnyttjade tillfället att avskära en österrikisk avdelning vid Adige miste han för en tid sitt befäl.
1804 gjorde Napoleon honom till marskalk och 1808 hertig av Conegliano. Efter att flera år ha varit inspektör för gendarmeriet deltog Moncey från 1808 i kriget i Spanien. Som motståndare till Napoleons krigiska planer förblev han 1812–1813 utan befäl, men deltog 1814 som major-général vid Paris nationalgarde i slaget utanför Paris 30 mars.
Under restaurationen utnämndes Moncey 1814 till generalinspektör för gendarmeriet och till pär. Han förlorade dessa värdigheter tillsammans med marskalktiteln när han vägrade överta ordförandeskapet i kommissionen över marskalk Michel Ney, men återfick dem 1816–1817.
1823 stod han i spetsen för 4:e armékåren av den i Spanien inryckande armén. Efter julirevolutionen blev Moncey guvernör i Hôtel des Invalides.